# Momias (película)
Momias (Las Momias y el anillo perdido en Hispanoamérica) es una película de animación española de 2023 de comedia y aventuras dirigida por Juan Jesús García Galocha (en su debut como director) y escrita por Jordi Gasull y Javier Barreira con base en una historia de Gasull. Cuenta con las voces de Óscar Barberán, Ana Esther Alborg, Jaume Solá, Luis Pérez Reina y Juan Carlos Gustems para los personajes principales. Se estrenó por primera vez en Australia el 5 de enero de 2023, seguido de su estreno en distintos territorios a lo largo de enero y febrero de 2023, antes de su estreno en España el 24 de febrero de 2023 a manos de Warner Bros. Pictures España.

## Sinopsis
En una ciudad de momias, la princesa Nefer se ve obligada a contraer matrimonio con Thut, un ex auriga de carros, por mandato imperial, contra la voluntad de ambos. Sin embargo, un arqueólogo, Lord Carnaby, roba el anillo de boda perteneciente al Faraón, obligando a Thut, Nefer y al hermano pequeño de Thut, Sekhem, a viajar al mundo de los humanos para recuperarlo, o de lo contrario Thut perderá los ojos y la lengua.

## Reparto
El reparto de la película es:
- Óscar Barberán como Thut
- Ana Esther Alborg como Nefer
  - Karina Pasian como Nefer (canciones)
- Jaume Solá como Sekhem
- Luis Pérez Reina como Lord Carnaby
- Juan Carlos Gustems como el Faraón
- María Luisa Solá como Madre
- Roberto Cuenca Martínez como Sacerdote
- Roser Aldabó Arnau como Aida
  - Nikki García como Aida (canciones)
- Francesc Belda como Radamés
  - Enrique Sequero como Radamés (canciones)
- Pilar Esteras Casanova como Anciana
- María Moscardó Usi
- Aleix Estadella como Dennis
- José Javier Serrano Rodriguez Danny
- Luis Torrelles Gallego como Regidor
- José Luis Mediavilla como Ed

## Producción
Momias fue presentada por primera vez el 24 de septiembre de 2020, bajo el nombre de Moomios, con 4 Cats Pictures y Atresmedia Cine produciendo y Warner Bros. Pictures España a cargo de la distribución, como parte de una alianza entre Atresmedia y Warner. Cuenta con la dirección de Juan Jesús García Galocha y fue escrita por Jordi Gasull (productor de la película y cofundador de 4 Cats) y Javier Barreira. El estudio de animación Core Animation estuvo a cargo de la animación de la película. En algún punto de la producción, su nombre fue cambiado a Momias.
El presupuesto de Momias oscila entre los 10 y 11 millones de euros, incluyendo 840.000 euros en ayudas del ICAA.

## Lanzamiento
La primera fecha de Momias, aún con el nombre de Moomios, fue anunciada en septiembre de 2021 y prevista para estrenarse el 18 de marzo de 2022, pero no llegó a estrenarse. Finalmente, en junio de 2022, durante el festival Lo que viene en Tudela, se programó el estreno de Momias para el 24 de febrero de 2023. Antes de su estreno en España, la película se estrenó en varios territorios internacionales, la mayoría también de la mano de las respectivas filiales de Warner Bros. Pictures, el primero de ellos siendo en Australia el 5 de enero de 2023. En total, la película tiene previsto su estreno en más de 60 países.
En España, su primer teaser trailer se lanzó al público en octubre de 2022; sin embargo, éste ya se había proyectado en cines durante un tiempo antes de varias películas, como Tadeo Jones 3: La tabla esmeralda.

## Recepción

### Taquilla

#### España
En España, Momias se estrenó en 347 cines, siendo el estreno con más copias de la semana, coincidiendo principalmente con los estrenos de Missing, Irati, Terrifier 2 y Till, entre otras cintas. En su primer día, recaudó 240.000 euros de forma provisional, obteniendo el segundo puesto de la taquilla sólo por detrás de Ant-Man and the Wasp: Quantumania; la película luego obtuvo el primer puesto en sábado y domingo y concluyó su primer fin de semana en primer lugar con 1.36 millones de euros en 347 cines y un promedio por copia de 4.120 euros.

#### Internacional
Hasta el 22 de febrero de 2023, Momias ha recaudado 6.6 millones de euros (7.08 millones de dólares) fuera de España. En Australia, donde se estrenó el 5 de enero de 2023 con 193 copias en circulación, la película debutó con 77.000 euros (81.955 dólares) en su primer día, finalizando en el quinto puesto de la taquilla; sin embargo, acabó su primer finde en el noveno puesto, con 215.012 euros (228.849 dólares) y un promedio por copia de 1.113 euros (1.185 dólares). En Rumanía, se estrenó el 13 de enero de 2023 (bajo distribución de Vertical Entertainment) con 77 copias en circulación, obteniendo el séptimo puesto de la taquilla con 68.925 euros (73.361 dólares) y un promedio por copia de 894 euros (952 dólares). En Polonia, se estrenó el 20 de enero de 2023 con 270 copias en circulación; con cifras aún provisionales, debutó cuarta con 233.666 euros (248.703 dólares) y un promedio por copia de 865 euros (921 dólares). En Francia, se estrenó el 8 de febrero de 2023 con 569 copias en circulación; con cifras aún provisionales, acabó sexta con 859.294 euros (914.591 dólares) y un promedio por copia de 1.509 euros (1.607 dólares).

### Crítica
Momias ha recibido críticas generalmente positivas por parte de los críticos. Arturo Tena de Cine con Ñ le dio crédito a la película por "algunos intentos de buscar algo más" y la describió como "un entretenimiento tan bien pensado y ejecutado que no aburrirá a nadie aunque no todos la disfruten por igual", además de elogiar la animación, diciendo que la anterior experiencia de Juan Jesús García Galocha como director artístico "se nota en una película en la que todos los elementos [...] funcionan" y que "hace que una película que ha costado 11 millones de euros parezca de 100 o 150"; sin embargo, fue más crítico con el guion, diciendo que "no termina de tener la complejidad y la pericia de Disney o Pixar a la hora de dirigirse a un espectro más amplio de la familia" y lamentó que el contar con importante financiación y con el circuito de distribución que ofrece el cine infantil para un estudio de Hollywood "limita[se] las posibilidades creativas de la propuesta desde un inicio" Javier Ocaña de Cinemanía le dio a la película tres estrellas de cinco, escribiendo que la película "sigue la línea evidente de la saga de Tadeo Jones: divertimento sin pausa, gracia esporádica de los anacronismos y [...] una dirección con buenos detalles" y que "la ausencia de grandes objetivos de Momias y su carácter dionisiaco casi son bienvenidos", además de elogiar la dirección de Galocha, describiendo su labor en la película como "su mejor arma artística". Raquel Hernández Luján de Hobby Consolas le dio a la película un 60 de 100 y elogió el aspecto visual de la película, diciendo que "luce impresionante, colorista y muy rica en su apartado visual además de tener un atractivo diseño de personajes" y le dio crédito por "hacer que el viaje sea agradable y no despierte bostezos [gracias] en gran parte a sus 88 minutos de duración", pero lamentó que la película fuera "muy predecible" y contara con un guion "de fórmula", sugiriendo que "no le habría venido mal un poco más de sentido del humor y quizás un tono algo menos grave", concluyendo que "es una película bienintencionada, razonablemente entretenida y mucho más ambiciosa a nivel técnico que argumental". Daniel Barrado Gómez también le dio tres estrellas de cinco, pero fue mucho más positivo en su crítica, decribiendo a Momias como un "funcional film de entretenimiento"; también se refirió a su ritmo como "ágil" y a su humor como "agradable" y agradeció que, a pesar de dirigirse a una audiencia infantil, "no descuida ninguno de sus aspectos", concluyendo que es "un film desenfadado que aboga por despertar la curiosidad de los intrépidos mientras que hace las veces de producto de evasión directo y cuidado".
Miguel Ángel Pizarro de eCartelera le dio a la película un 7 de 10 y elogió la animación, escribiendo que "cuenta con un detalle en cada escenario, en cada secuencia, que [...] incide en el alto nivel técnico y visual que ha alcanzado la animación española, que bien puede emparentarse con la de otras industrias europeas" e igualmente elogió la historia, destacando como virtudes que "no busca ser más que un relato de aventuras que entremezcla romance, musical y humor" y que su guion "prescinde de grandes fuegos de artificio para centrarse en una aventura frenética que gana enteros gracias al carisma de sus protagonistas", concluyendo que Momias es "la confirmación de que la industria de animación española es un valor que está en alza". Luis Miguel Cruz de Radix le dio a la película una crítica muy positiva, destacando su nivel de detalle "en lo técnico, pero también en lo narrativo" y poniendo como su mayor osadía "el rompimiento de los viejos arquetipos", particularmente con su retrato de las momias, además de elogiar a su cuarteto protagonista como "un grupo redondo en el que todos y cada uno de los integrantes son indispensables", su humor como "inocente pero ingenioso y sobre todo respetuoso con todos los sectores del público" y su diseño de producción, concluyendo que le gustaría ver a Momias convertirse en "la nueva gran franquicia de la animación iberoamericana". Juan Pando de Fotogramas le dio a la película cuatro estrellas de cinco, escribiendo que, aunque la fórmula de su estructura "sea demasiado mimética del modelo musical con sello Hollywood", la película "atrapa desde sus primeros minutos" y describió su guion como "muy ingenioso [...] con guiños para grandes y peques", además de describir los movimientos de cámara, encuadres y dirección artística como "dignos de cualquier film de aventuras" y agradecer su decisión de usar actores de doblaje profesionales para las voces de los personajes. Elsa Fernández-Santos de El País describió a sus personajes como "bien definidos con pocas pinceladas", además de acreditar sus "guiños [...] al espectador adulto sin enredarse demasiado en referencias incomprensibles para su público natural", además de darle crédito por ""humaniza[r] la epitología" e introducir "el complejo debate del expolio de tesoros egipcios sin ponerse moralizante".
Juan Luis Sánchez de deCine21.com le dio a Momias un 6/10, describiéndola como "una cuidada producción de animación digital [...] con un guión ágil y repleto de hallazgos frescos" y que hace reír "sobre todo cuando se explotan las diferencias culturales entre los protagonistas y el mundo moderno", además de definir a sus protagonistas como "bastante cuidados" Patricia Amat de Contraste.info describió a Momias como "un regalo" y "un precioso obsequio para amenizar a toda la familia" y agradeció que, a pesar de su público infantil, el humor más adulto "no sea forzado ni de mal gusto, sino que las situaciones en sí son divertidas", además de describir a su ritmo como "acertado", además de elogiar su animación como "muy trabajada y deja un film visualmente muy correcto". Jesús Usero de ACCION Cine-Vídeo-Tele dijo que el objetivo de Momias es "hacernos pasar un buen rato con una historia de aventuras" y que "lo cumple con precisión y mucho talento", además de elogiar su apartado visual como "simplemente de otro mundo y [...] muy por encima de lo que hemos visto no sólo en nuestro país, sino en la mayoría de producciones de animación europeas por ejemplo, y en alguna norteamericana", pero fue más crítico con el guion, el cual calificó de "demasiado manido y repetido" y lamentó que "podía haber sido diferente, refrescante, pero opta por repetir claves ya vistas", además de lamentar que el humor no era tan divertido como el de las dos primeras entregas de Tadeo Jones, concluyendo que Momias es "un camino a seguir, pero con mejores guiones para aprovechar ese despliegue visual." Juana Samanes del Diario de Burgos describió Momias como "un trabajo sobresaliente y [...] muy divertido" y a sus personajes como "muy bien descritos y con carisma", además de decir que "todo está cuidado" en la película.

### Premios y nominaciones
| Año  | Categoría                   | Resultado |
| ---- | --------------------------- | --------- |
| 2024 | Mejor película de animación | Nominado  |

| Año  | Categoría                       | Resultado |
| ---- | ------------------------------- | --------- |
| 2024 | Mejor largometraje de animación | Nominado  |
| 2024 | Premio del Público              | Nominado  |